# Santo Stanislao dei Polacchi
Santo Stanislao dei Polacchi, auch San Stanislao alle Botteghe Oscure, ist eine katholische Rektoratskirche im Stadtteil Sant’Angelo von Rom, in der Via delle Botteghe Oscure. Sie ist die Nationalkirche der in Rom lebenden Polen. 

## Geschichte
Sie geht auf die mittelalterliche Kirche San Salvatore in pensilis de Sorraca zurück, die in Dokumenten aus den Jahren 1174 und 1209 erwähnt wird. Eine Inschrift in der Eingangshalle des Palazzo Busiri in der Via Aurora bezieht sich auf den Wiederaufbau der Kirche, der am 27. Oktober 1285 „per venerabilem Hieronymum episcopum Prenestinum“ erfolgte: Diese Tafel ist alles, was von der alten mittelalterlichen Kirche übrig geblieben ist. Sie wurde auf den Ruinen des Circus Flaminius erbaut. Nach Armellini erhielt sie ihren Namen von den pensili, den Freudenhäusern, welche neben der Kirche standen; für andere war es eine Abwandlung des deutschen pisil, Ofen, mit Bezug auf die Öfen des Circus. Der Name de Sorraca verweist auf eine Familie mit diesem Namen.
Papst Gregor XIII. schenkte die Kirche dem polnischen Kardinal Stanislaus Hosius, der die Kirche 1580 komplett umbauen ließ, sie zur Nationalkirche der Polen in Rom machte und sie dem Schutzpatron Polens, dem heiligen Stanislaus Szczepanowski, widmete.

## Beschreibung

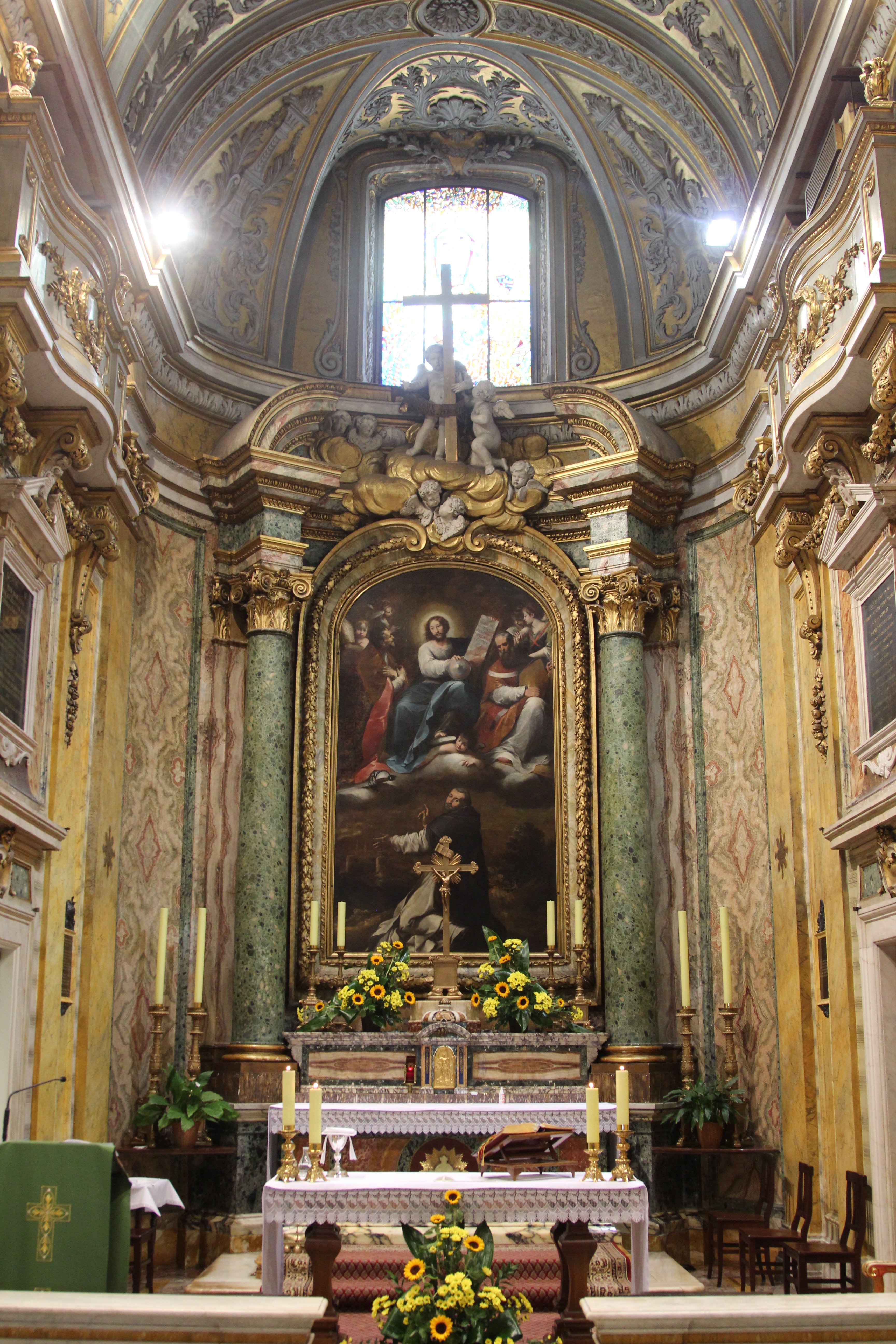
Presbyterium

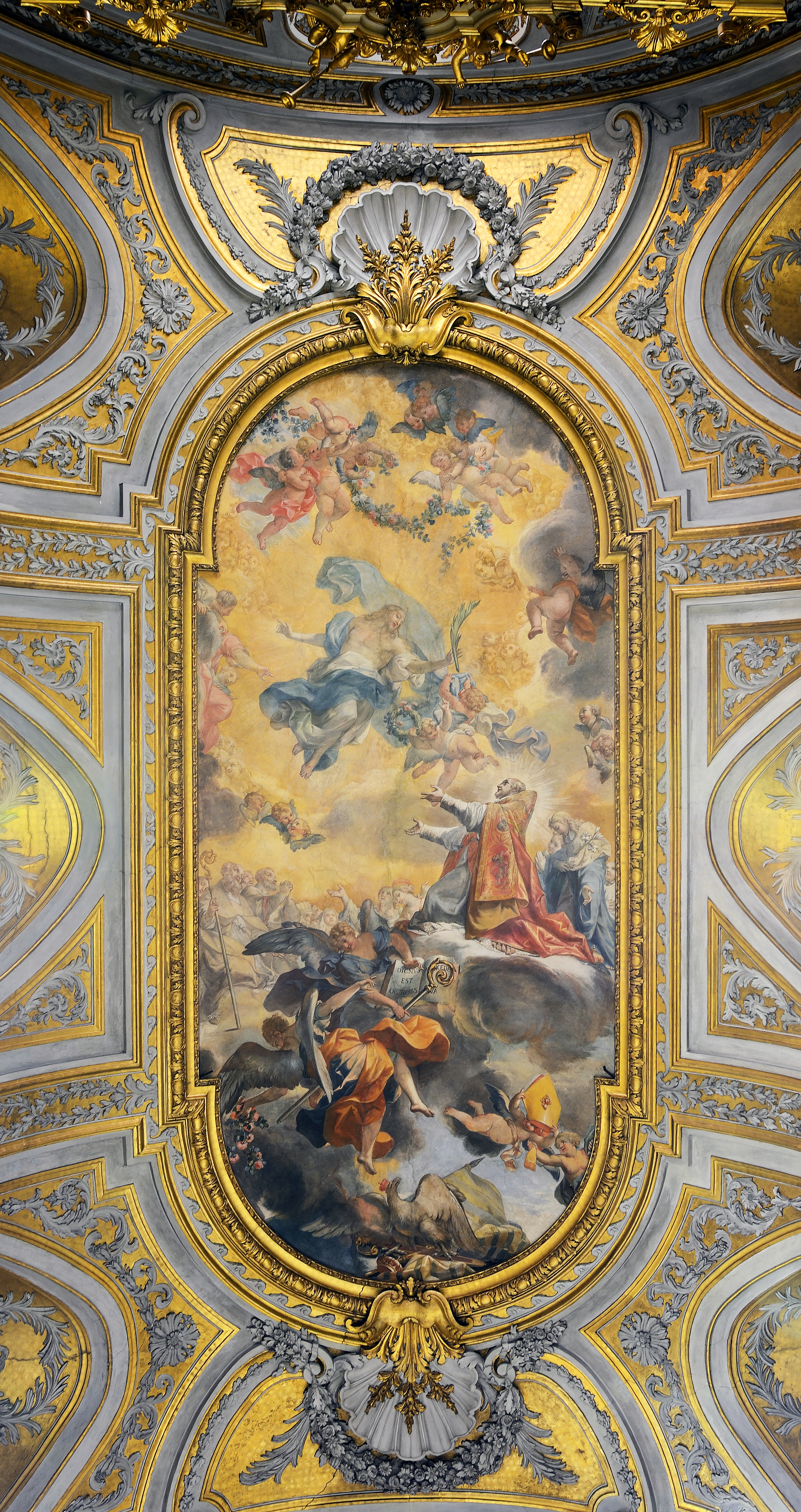
Glorie des Hl. Stanislaus auf dem Gewölbe des Kirchenschiffs

Ihr heutiges Aussehen verdankt die Kirche den im 18. Jahrhundert durchgeführten Arbeiten, die auch die angrenzenden Gebäude mit einschlossen. Die Arbeiten wurden von Ignazio Brocchi, Architekt des polnischen Königs Stanislaus II. August Poniatowski, geleitet, die Fassade ist das Werk von Francesco Ferrari (1735). Die Kirche ist einschiffig, das reich verzierte Gewölbe stellt die Glorie des Hl.Stanislaus von Ermenegildo Costantini dar. Auf dem Hochaltar, Jesus mit den Hl. Stanislaus und Hyazinthus von Antiveduto Gramatica (spätes 16. Jahrhundert). Es gibt weitere Werke polnischer Künstler aus dem 18. Jahrhundert, unter anderem von Tadeusz Kuntze.
Auf der Chorempore an der Gegenfassade steht die Tamburini-Orgel op. 168 aus dem Jahr 1936. Sie wird elektrisch angetrieben und verfügt über 16 Register auf zwei Manualen und ein Pedal und ist komplett in einem ausdrucksstarken Gehäuse untergebracht. 